# Andris Bērziņš (ur. 1951)
Andris Bērziņš (ur. 4 sierpnia 1951 w Rydze) – łotewski polityk, nauczyciel i samorządowiec, parlamentarzysta i minister, burmistrz Rygi (1997–2000) i premier Łotwy (2000–2002), sekretarz generalny LPP/LC.

## Życiorys
W 1975 ukończył studia historyczne na Uniwersytecie Łotwy w Rydze. Pracował jako nauczyciel, a od 1982 w państwowym komitecie do spraw edukacji zawodowej i technicznej. Od 1979 do 1989 należał do Komunistycznej Partii Łotwy. Po ogłoszeniu przez Łotwę niepodległości pozostał w administracji rządowej. Był dyrektorem departamentu w resorcie gospodarki (1990–1992) i wiceministrem pracy (1992–1993). W 1993 znalazł się wśród założycieli Łotewskiej Drogi (LC). Po wygranych przez partię wyborach objął tekę ministra pracy (1993–1994). W 1994 awansował na urząd wicepremiera i ministra zabezpieczenia społecznego. W 1997 objął funkcję burmistrza Rygi – na czele ryskiego samorządu stał do 2000. W 2000 prezydent powierzyła mu sformowanie rządu, którym kierował do przegranych przez Łotewską Drogę wyborów w 2002. W 2003 zrezygnował z przewodniczenia swojej partii, którą kierował od 2000.
W 2006 uzyskał mandat deputowanego do Sejmu ze wspólnej listy LPP/LC, objął funkcje przewodniczącego klubu poselskiego tego ugrupowania oraz przewodniczącego komisji spraw zagranicznych. W latach 2009–2010 zasiadał ponownie w radzie miejskiej Rygi. W kwietniu 2011 objął mandat posła na Sejm X kadencji, który sprawował do października 2011. W maju 2011 został sekretarzem generalnym LPP/LC. Bez powodzenia ubiegał się o reelekcję do Sejmu XI kadencji, a jego ugrupowanie zostało wkrótce rozwiązane.
W 2013 objął stanowisko dyrektora spółki Latvijas Ceļu būvētājs, zajmującej się budową dróg.
Jest żonaty z Dainą Bērziņą.